# سينايوكي

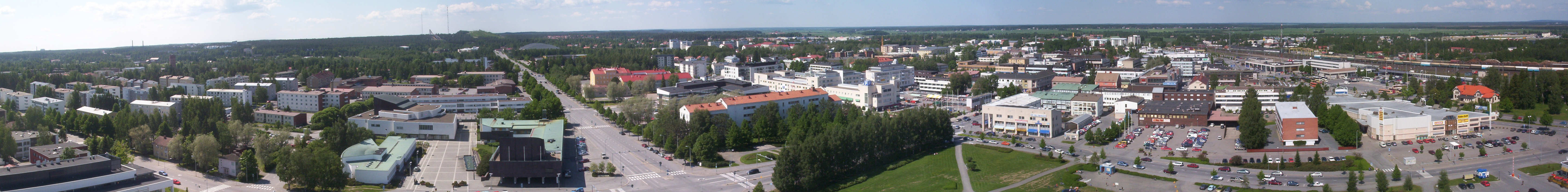
Panorama image of Seinäjoki, Finland

سينايوكي (Seinäjoki) مدينة فنلندية تقع في إقليم بوهيانما الجنوبية. نشأت سينايوكي حول مصانع أوسترمورا بروك للحديد والبارود المؤسسة في عام 1798. أصبحت سينايوكي بلدية في عام 1868، وبلدة سوق سنة 1931 وبلدة في عام 1960. في بداية عام 2009، تم دمج بلديتي نورمو وأوليستارو المجاورتين بسينايوكي.
مكتبة المدينة وكنيسة لاكويدن ريستي والمباني الإدارية المركزية من تصميم المعماري ألفار آلتو.

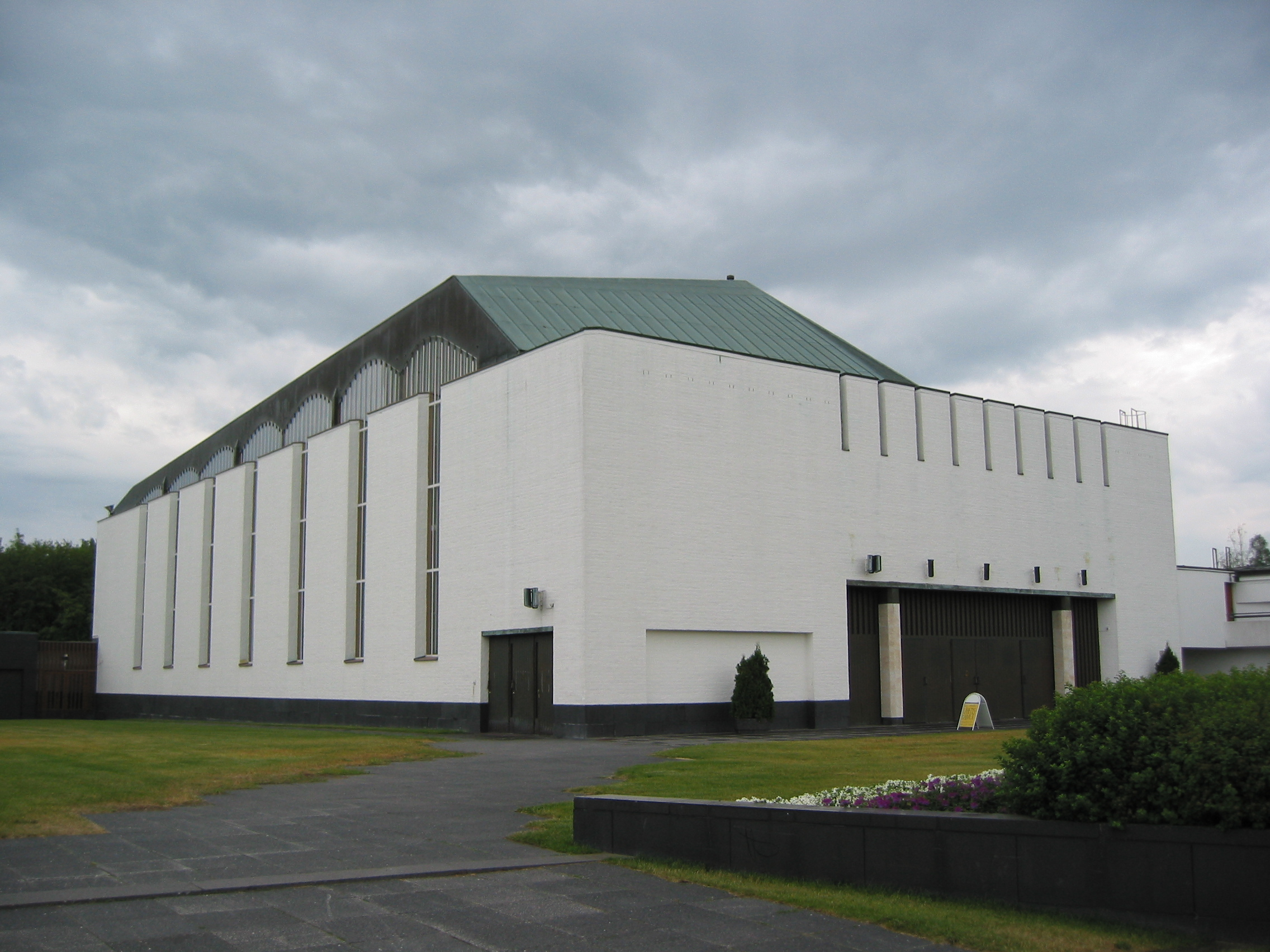
كنيسة لاكيودن ريستي في سينايوكي، فنلندا

تشتهر سينايوكي باستضافتها ثلاثة أحداث صيفية كبيرة : مهرجان التانغو "Tangomarkkinat" ويجذب أكثر من 100.000 زائر سنويا، فاوهتيايوت(Vauhtiajot) وهو حدث لسباقات السيارات مع الموسيقى و"Provinssirock" أكبر مهرجانات موسيقى الروك في فنلندا.
الكويكب سينايوكي 1521 يحمل اسمها.
كانت سينايوكي تسمى تاريخياً بالسويدية أوسترمورا. يندر استخدام هذا الاسم اليوم حتى من قبل المتحدثين بالسويدية.
مطار سينايوكي يقع في بلدية إلمايونكي المجاورة على مسافة 11 كيلومترا (10 ميلا) إلى الجنوب من سينايوكي وسط المدينة.

## توأمة
لسينايوكي اتفاقيات توأمة مع كل من:
- Kristinehamn Municipality [الإنجليزية]‏
- أورفييتو
- كشالين (1988 - )[8]
- شفاينفورت (1979 - )
- شوبرون

## أعلام
- يورما أوليلا
- ماري كيفينييمي
- جيري كجول
- فيلي لامبي
- أرتو سآري